# Джермук
Джерму́к (вірм. Ջերմուկ) — місто-курорт у Вірменії у марзі (області) Вайоц-Дзор на річці Арпа, вище Кечутського водосховища, на плато на захід від Зангезурського хребта. Відстань до Єревану — 175 км.
Джермук — бальнеологічний і кліматичний високогірний курорт. За радянських часів місто було популярним місцем відпочинку, відомим теплою весною. В місті виробляється знаменита мінеральна столова вода. Також Джермук може похвалитися водоспадом і басейном з багатою мінералами водою. Зараз місто перебудовано і знову стає популярним курортом. В місті з’явилися нові готелі, побудовано п’ять ліній канатної дороги, проводяться спортивні змагання найвищого рівня. Поруч з містом знаходяться середньовічні печерні комплекси.
З 8 по 24 серпня 2009 року в Джермуці проходив п'ятий етап Серії Гран Прі ФІДЕ з шахів пам'яті Тиграна Вартановича Петросяна.

## Назва
З вірменської мови назва Джермук (вірм. ջերմուկ) перекладається як «тепле мінеральне джерело». Перша згадка про місто саме під такою назвою міститься у працях історика Степаноса Орбеляна та датована 13 століттям. Цю назву остаточно закріпили за містом як основну 1924 року.
У тюркських мовах місто має інші назви. Приміром, давня назва міста, Істісу (азерб. і тур. İstisu, вірм. Իստիսու), перекладається як «гаряча вода». Цю назву місто носило до 1924 року. У Азербайджані місто називають Кущу (азерб. і тур. Quşçu).

## Поріднені міста
- Сен-Рафаель, Франція